# ドっとコネクト
『ドっとコネクト』は、2023年4月8日から、関西テレビ放送（カンテレ）で毎週土曜11時20分から13時に放送されている生放送の情報番組。

## 概要
2024年3月30日までの番組名は『LIVEコネクト!（ライブ・コネクト）』で、2024年4月6日のリニューアルから現番組名となった。
2022年12月29日に事実上のパイロット版として放送され、近畿地方と徳島県を中心としたさまざまな話題の場所からの生中継を通して「関西のリアルな今」を伝えたが、それが好評だったことを受け、レギュラー化するものになった。
番組のコンセプトは「つながる」。最近のニュースや流行、人など、分断や孤立の叫ばれる今日、改めて社会とのつながる意識を高めようと、生放送ならではの視点からライブ感のあふれる情報を伝えていく。パイロット版から引き続き、総合司会は大阪府東大阪市出身のフリーアナウンサー・石井亮次（CBCテレビ出身）が務める。なお、石井にとって関西でのレギュラー番組の生放送司会は初となる。
関西テレビでは、開始当初の『お好み上方寄席』を皮切りにして、毎週土曜日の12時（正午）台に自社制作番組を放送し続けてきたが、2021年3月に『胸いっぱいサミット!』が終了してからはそれが途絶えており、それ以来の12時台の生放送番組となる。また、昼のニュースを内包した土曜の生情報番組は、2002年9月28日に終了した『昼あがり!どまんなか』以来となる。
2024年4月6日より番組タイトルを『ドっとコネクト』に改題しリニューアルした。ニュースに対する「怒り（ド）」をコンセプトにして、視聴者参加型番組の要素を取り入れて、生電話コーナーも新設させたが、ほどなくなくなった。

## 出演者
MC
- 石井亮次

進行
- 谷元星奈（関西テレビアナウンサー）

コメンテーター
- 週替わり[注 3]

気象予報士
- 片平敦[注 4]
- 浅田麻実[注 5]

中継
- 関純子（関西テレビアナウンサー）
- 堀田篤（関西テレビアナウンサー）
- 橋本和花子（関西テレビアナウンサー）[注 7]

ニュース解説
- 神崎博（関西テレビ・報道デスク）[注 8]

## 番組構成
『FNN Live News Days』を挟んだ前後半で番組内容が変わる。
【第1部】11時台
「まだ起ききらない週末の午前11時。」をキーワードにお天気の話題を中心に、中継を交えながらトレンド情報を届ける。「ドっとコネクト」では、第2部と同じ、ニュースについてコメンテーターがトークする内容に変わった。
【第2部】12時台
後述の通り第2部は一部地方局にもネットされている。
「世の中が休日アクティブモードに切り替わっていく土曜12時。」をキーワードに全国的に注目されているニュースから身近な生活に直面するニュースの「気になる」部分について深掘りし、事件現場レポートを交えるなど、「今」にこだわった情報・声とコネクトしながらスタジオトークを展開する。

## ネット局
| 放送対象地域   | 放送局                    | 系列           | 放送日時            | 放送日時            | 放送開始日     | 備考           |
| 放送対象地域   | 放送局                    | 系列           | 第1部 11:20 - 11:50 | 第2部 12:00 - 13:00 | 放送開始日     | 備考           |
| -------------- | ------------------------- | -------------- | ------------------- | ------------------- | -------------- | -------------- |
| 近畿広域圏     | 関西テレビ（KTV）         | フジテレビ系列 | ○                   | ○                   | 2023年4月8日 - | 【制作局】     |
| 北海道         | 北海道文化放送（UHB）     | フジテレビ系列 | ×                   | ○                   | 2023年4月8日 - |                |
| 高知県         | 高知さんさんテレビ（KSS） | フジテレビ系列 | ×                   | ○                   | 2023年4月8日 - |                |
| 島根県・鳥取県 | さんいん中央テレビ（TSK） | フジテレビ系列 | ×                   | ○                   | 2024年4月6日 - | [ 注 9 ] [ 5 ] |

時刻表示は関西テレビから各局に送出されている。

## スタッフ

### 現在
ドっとコネクト
- ナレーション：堀田篤・服部優陽（関西テレビアナウンサー）【※週替り】
- 構成：くらやん、姫路まさのり、中井誠
- ブレーン：山本恵未夏、村川千晶、齋藤大悟
- ＴＤ：中山秀一・宇治澤晋吾（関西テレビ）【※週替り】
- ＴＤ／ＣＡＭ：鈴木智雄・藤松智哉（関西テレビ）【※週替り、回によってＴＤ／ＣＡＭどちらかを担当】
- ＣＡＭ：渡邊亮太（ウエストワン）、宮田大【※週替り】
- ＶＥ：中川裕貴・松井勝正（関西テレビ）、大森喜章（ウエストワン）【※週替り】
- ＬＤ：小橋力、河合裕也（大阪共立）【※週替り】
- ＭＩＸ：西岡里菜・武安智子（共に関西テレビ）【※週替り】
- 編集：日下修平、澤田志郎【※毎週】、吉田達雄、安西沙織【※週替り】
- 効果：萩原隆之
- 美術：毛阪一洋（関西テレビ）
- デザイン：濱聖湖（レフティーデザイン）
- 装置：スタジオプロット
- 装飾：川本美唯菜
- 電飾：ズイコー２１
- タイトル：上田尚都
- ＴＫ：白石純子、村上真紀【※週替り】
- メイク：パウダー
- 編成：益野智行（関西テレビ）
- 宣伝：伊藤万理子（関西テレビ）
- 技術協力：ウエストワン、大阪共立、シャガデリック、エディックス
- ＡＰ：小川真依
- ＡＤ：島田華弥、西田圭志(MFS)、東野理子
- フロアディレクター：岡崎正康
- 制作協力：メディアプルポ、MFS、タイトルエイト
- ディレクター：山根郁摩・安東勇吾（メディアプルポ）、黒﨑翔太郎（関西テレビ）、田口誠一郎、小藪潤一、間島望未、二神慧太・尾崎良介（共にMFS）、山本翔（メディアプルポ）、神澤実沙紀
- 総合演出：藤原慎平（メディアプルポ）
- プロデューサー：澤田芳博・東田元（共に関西テレビ）
- チーフプロデューサー：田中拓朗（関西テレビ）
- 制作：カンテレ コンテンツ統括本部 制作局 情報制作部
- 制作著作：カンテレ（関西テレビ放送）

### 過去
LIVEコネクト!
- プロデューサー補：山下有為（関西テレビ）
- 制作協力：ABCリブラ、東通インフィニティー

ドっとコネクト
- ディレクター：深田大樹（関西テレビ）